# 13 de gener
El 13 de gener és el tretzè dia de l'any del calendari gregorià. Queden 352 dies per finalitzar l'any i 353 en els anys de traspàs.

## Esdeveniments
Països Catalans
- 1964 - Primera emissió del programa en català Radioscope, de Salvador Escamilla, des de l'estudi Toreski de Ràdio Barcelona.[1]
- 1998 - Quimi Portet i Manolo García anuncien la dissolució de El Último de la Fila.[2]

Resta del món
- 1750 - Madrid: Espanya i Portugal signen el Tractat hispanoportuguès de Madrid de 1750 en el que es van definir els límits de les seves respectives colònies a Amèrica del Sud. En aquest tractat es van ampliar els límits de Portugal.
- 1776 - George Washington, al capdavant de les seves tropes, entra triomfant a Nova York.
- 1898 - Émile Zola publica l'article J'accuse...! i denuncia l'afer Dreyfus.
- 1906 - Un incendi destrueix gairebé tota la ciutat de Panamà.
- 1915 - Terratrèmol a Avezzano, Itàlia, deixa 29.800 morts.
- 1935 - Plebiscit a la regió del Saarland mostra 90,3% d'aprovació a unir-se al Tercer Reich.
- 1966 - L'arxipèlag Juan Fernández (Xile): adopta el seu nom actual; fins aleshores s'havia anomenat arxipèlag Robinson Crusoe.
- 2012 - El creuer Costa Concordia s'enfonsa davant de Giglio per la negligència del seu capità. Hi moren 32 persones.

## Naixements
Països Catalans
- 1905 - Vilafranca del Penedès: Anna Maria de Saavedra i de Macià, escriptora i mestra catalana (m. 2001).[3]
- 1911 - Sabadell: Llorenç Llobet-Gràcia, director de cinema català.
- 1921 - Guayaquil: Montserrat Maspons i Bigas, promotora cultural catalana (m. 2016).[4]
- 1941 - Barcelona: Pasqual Maragall, polític català, 127è president de la Generalitat de Catalunya.
- 1947 - Barcelona: Carles Reixach i Cerdà, futbolista i entrenador català.
- 1962 - Girona: Pia Bosch i Codolà, psicòloga i política catalana, ha ocupat diferents càrrecs polítics.[5]
- 1966 - Palma: Maria de la Pau Janer, escriptora mallorquina.
- 1979 - Barcelona: Josep Pedrals i Urdániz, poeta i rapsode barceloní.

Resta del món
- 915: Al-Hàkam II, califa cordovès.
- 1596 - Leiden (Països Baixos): Jan van Goyen, pintor paisatgista neerlandès (m. 1656).
- 1616 - Lilla, Flandes való: Antoinette Bourignon de la Porte, mística i visionària franco-flamenca.[6]
- 1672 - Tarquinia: Lucia Filippini, religiosa italiana, fundadora de la congregació Mestres Pies Filippini per a l'ensenyament de les noies.[7]
- 1752 - Roma: Eleonora Fonseca Pimentel, poetessa, activista, periodista i revolucionària en la República Partenopea (m. 1799).[8]
- 1816 - Lenthe, Prússia: Werner von Siemens, inventor alemany (m. 1892)
- 1848 - Merseburg: Richard Eilenberg, compositor alemany.
- 1862 - Rotterdam, Països Baixos: Elisabeth Caland, pianista i pedagoga holandesa.
- 1864 - Fischhausen, Prússia: Wilhelm Wien, físic alemany, Premi Nobel de Física de l'any 1911 (m. 1928).
- 1919 - Los Angeles: Robert Stack, actor americà.
- 1921 - Guayaquil: Montserrat Maspons i Bigas, promotora cultural catalana (m. 2016).[9]
- 1926 - Kansas City, Missouri: Melba Liston, trombonista, arranjadora i compositora de jazz estatunidenca (m. 1999).[10]
- 1927 - Germiston, Sud-àfrica: Sydney Brenner, biòleg sud-africà, Premi Nobel de Medicina o Fisiologia de l'any 2002.
- 1931 - Oguta: Flora Nwapa, escriptora nigeriana, «mare de la literatura africana moderna».[11]
- 1961 - Hastings, Anglaterra: Graham McPherson, conegut com a Suggs, cantautor, músic, locutor de ràdio i actor anglès, membre de Madness.
- 1977 - Canterbury: Orlando Bloom, actor anglès.
- 1980 - Madrid: María de Villota, pilot de carreres espanyola (m. 2013).[12]
- 1990 - Melbourne, Liam Hemsworth, actor australià.

## Necrològiques
Països Catalans
- 1884 - Barcelona: Francisca Soler de Ros, popularment Paca Soler, primera actriu catalana (n. 1833).[13]
- 1918 - Madrid: Fidel Fita i Colomer, arqueòleg, epigrafista, filòleg i historiador jesuïta català.
- 1939 - la Bisbal d'Empordà: Trinitat Aldrich i de Pagès, poeta catalana (n. 1863).[14]
- 1942 - Barcelona (el Barcelonès): Amadeu Cuscó i Panadès, pianista, mestre de capella i compositor (n. 1876).
- 1945 - Barberà del Vallès: Josep Maria Arnella i Gallego, periodista català.
- 2000 - València (l'Horta): Enric Valor i Vives, escriptor valencià, considerat el patriarca de les lletres valencianes (n. 1911).
- 2004 - Barcelona (el Barcelonès): Joan Reventós i Carner, polític català, fundador del PSC que fou president del Parlament de Catalunya (n. 1927).
- 2010 - Tiana: Encarnació Sanahuja i Yll, prehistoriadora i arqueòloga catalana (n. 1948).[15]
- 2011 - València (l'Horta): Joaquín Colomer Sala, exrector de la Universitat de València i conseller de Sanitat de la Generalitat Valenciana de 1985 a 1995 (n. 1924).
- 2020 - Alcoi: Isabel-Clara Simó i Monllor, periodista i escriptora valenciana (n. 1943).[16]
- 2024 - Alcoi: Juli Mira Moya, actor valencià (n. 1949).[17]

Resta del món
- 903: Francó de Tongeren, bisbe de Lieja.
- 1866 - Bessungen: Johann Christian Markwort, tenor i escriptor musical alemany.
- 1890 - Niça: Olympe Audouard, periodista feminista francesa, fundadora de cinc revistes.[18]
- 1909 - Copenhaguen: Eva Bonnier, pintora i filantropa sueca.[19]
- 1935: Heinrich Schenker, teòric de la música ucraïnesa (n. 1888).
- 1929: Wyatt Earp, policia americà, llegenda del Far West, participant del tiroteig de l'O.K. Corral.
- 1941 - Zúric (Suïssa): James Joyce, escriptor i poeta irlandès (n. 1882).[20]
- 1943 - Zúric (Suïssa): Sophie Taeuber-Arp, artista tèxtil, dissenyadora, ballarina, professora universitària suïssa (n. 1889).[21]
- 1949 - Hèlsinki: Aino Aalto, arquitecta i dissenyadora finesa pionera (n. 1894).[22]
- 1951 - Westcliff-on-Sea, Anglaterra: Dorothea Bate, paleontòloga britànica, pionera en arqueologia (n. 1878).[23]
- 1976 - Chichester, Anglaterra: Margaret Leighton, actriu britànica (n. 1922).[24]
- 1979 - Little Rock, Arkansas, Estats Units: Marjorie Lawrence, soprano dramàtica australiana (n. 1907).[25]

## Festes i commemoracions
- Santoral:
  - Sant Hilari de Poitiers, bisbe;
  - Sants Gumesind i Servodeu de Còrdova,
  - Sant Bernó de Borgonya, abat;
  - Santa Jutta de Huy (santa Ivetta o Ivet), vídua;
  - Beata Verònica de Binasco.